# Heteroscodra
A Heteroscodra, egy nem a pókok (Araneae) rendjében, négytüdős pókok (Mygalomorphae) alrendjében és a madárpókfélék (Theraphosidae) családjában.
Afrikai elterjedésű nem, a fajok elsősorban Nyugat-, és Közép-Afrikában találhatók meg.
Mérgük meglehetősen erős, marásuk fájdalmas.

## Fajok
A nembe jelenleg 2 faj és egy alfaj tartozik:
- Heteroscodra crassipes Hirst, 1907 - Kamerun, Gabon
  - Heteroscodra crassipes latithorax Strand, 1920 - Kongó
- Heteroscodra maculata Pocock, 1899 - Nyugat-, Közép-Afrika

A Heteroscodra crassipes latithorax korábban Heteroscodra latithorax néven önálló fajként szerepelt, de 1943-ban a Heteroscodra crassipes alfajává minősítették le.

## Tartásuk
A Heteroscodra maculatát sokan tartják otthonaikban terráriumi díszállatként. A terrárium kialakítása során figyelembe kell venni, hogy a faj elsősorban falakó (arboreális) életmódot folytat, de fiatal korában gyakran föld alatti üregekben él. A tartás során magas hőmérsékletet és magas páratartalmat igényel. Magyar kereskedelmi neve, díszes majompók.